# Payback (песня Rascal Flatts)
«Payback» — песня американской кантри-группы Rascal Flatts, вышедшая в качестве второго сингла из их 9-го студийного альбома Rewind. Релиз прошёл 16 июня 2014 года.

## Отзывы
Песня получила положительные отзывы музыкальной критики, например от Taste of Country, назвавшего ее «несомненным кантри-хитом, который обязательно станет фаворитом живых выступлений» и добавившего, что «она не похожа ни на что другое, звучащее по радио, но остается верной репертуару Rascal Flatts».

## Коммерческий успех
Песня «Payback» дебютировала на 46-й позиции в чарте Billboard Country Airplay 21 июня 2014 года.
К августу 2015 года тираж сингла составил 201 000 копий в США.

## Музыкальное видео
Режиссёром видеоклипа стал Gary Halverson, а премьера прошла в октябре 2014 года.

## Позиции в чартах

### Еженедельные чарты
| Чарт (2014)                            | Высшая позиция |
| -------------------------------------- | -------------- |
| Канада (Billboard Country)             | 36             |
| США (Billboard Bubbling Under Hot 100) | 11             |
| США (Billboard Country Airplay)        | 21             |
| США (Billboard Hot Country Songs)      | 24             |

### Годовые итоговые чарты
| Чарт (2014)                       | Позиция |
| --------------------------------- | ------- |
| США Country Airplay (Billboard)   | 80      |
| США Hot Country Songs (Billboard) | 85      |